# Nizahon
Nizahon  è una città e sottoprefettura della Costa d'Avorio appartenente al dipartimento di Guiglo. Conta una popolazione di 20 767 abitanti (censimento 2014).